# Турач угандійський
Тура́ч угандійський (Pternistis nobilis) — вид куроподібних птахів родини фазанових (Phasianidae). Мешкає в регіоні Африканських Великих озер.

## Опис

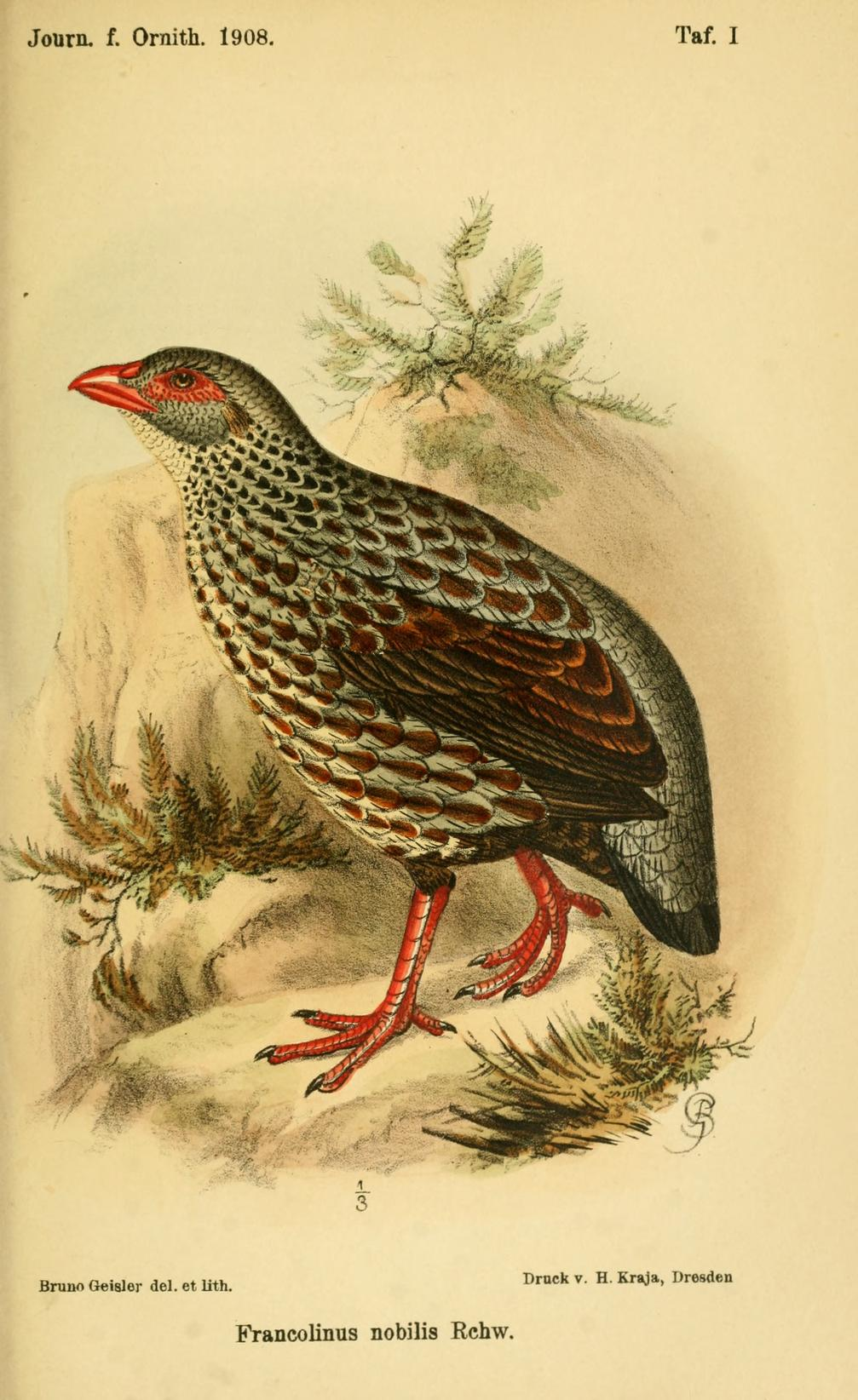
Угандійський турач

Довжина птаха становить 33-35 см, самці важать 860-895 г, самиці 600-670 г. Голова сіра, тім'я і шия коричнювато-сірі. Верхня частина тіла рудувато-коричнева, пера на ній мають сіруваті края. Плечі каштанові, надхвістя і гузка сірувато-коричневі. Першорядні махові пера сірувато-коричневі. Нижня частина тіла рудувато-сіра, нижні покривні пера хвоста чорнуваті. Очі карі, навколо очей кільця голої жовтувато-оранжевої шкіри шкіри. Дзьоб і лапи червоні. Молоді птахи мають дещо світліше забарвлення, груди і живіт у них сірі, пера на верхній частині тіла мають широкі сірувато-охристі або коричнюваті края.

## Поширення і екологія
Угандійські турачі мешкають на сході Демократичної Республіки Конго (від Синіх гір до гір Ітомбве), на південному заході Уганди (гори Рувензорі, ліс Бвінді), в Руанді і Бурунді. Вони живуть в густому бамбуковому підліску вологих гірських тропічних лісів та у високогірних чагарникових заростях, поблизу річок і боліт. Зустрічаються парами або невеликими зграйками, на висоті від 1541 до 3700 м над рівнем моря. Живляться переважно насінням. Сезолн розмноження триває з квітня по вересень.